# Denza N8L
Denza N8L (кит. 腾势N8L; пиньинь Téngshì N8L) — полноразмерный гибридный внедорожник, производимый с 2025 года подразделением Denza компании BYD Auto на платформе e3. Несмотря на название, автомобиль не имеет ничего общего с моделью Denza N8, снятой с производства годом ранее.

## Описание
Denza N8L — пятидверный шестиместный внедорожник, дизайн которого имеет сходство с Denza N9. Позиционируется, как флагманский автомобиль бренда Denza.
Блоки фар вертикальные. ДХО сделаны в виде двойных горизонтальных плашек.
В комплектацию входят колёса размером 20—21 дюйм. В списке оборудования также заявлен лидар. Дроны, осуществляющие фото- и видеосъёмку, хранятся в специальном боксе на крыше, служащем посадочной площадкой.
Заявленная цена на китайском рынке составляет от 389800 юаней (около 4,3 млн рублей, согласно актуальному курсу).

## Технические характеристики
Согласно документам, опубликованным MIIT, N8L оснащён 2,0-литровым рядным двигателем с турбонаддувом мощностью 152 кВт (204 л. с.) и тремя электродвигателями. Мощность переднего двигателя составляет 268 л. с., в то время как суммарная мощность двух задних электродвигателей составляет 483 л. с. Общая мощность — 955 л. с.